# Nikita Wołodin
Nikita Andriejewicz Wołodin (ur. 29 czerwca 1999 w Petersburgu) – rosyjski, a od 2023 niemiecki łyżwiarz figurowy startujący w parach sportowych z Minervą Fabienne Hase. Srebrny (2025) i brązowy (2024) medalista mistrzostw świata, trzeci na  igrzyskach olimpijskich młodzieży (2016). Mistrz Europy (2025), dwukrotny zwycięzca Finału Grand Prix (2023, 2024), medalista zawodów z cyklu Grand Prix i Challenger Series. Dwukrotny mistrz Niemiec (2024, 2025).

## Osiągnięcia

### Pary sportowe

#### Z Minervą Fabienne Hase (Niemcy)
| Zawody                  | 23–24          | 24–25          |                |                |                |                |                |                |                |                |                |                |                |                |                |                |                |
| Międzynarodowe          | Międzynarodowe | Międzynarodowe | Międzynarodowe | Międzynarodowe | Międzynarodowe | Międzynarodowe | Międzynarodowe | Międzynarodowe | Międzynarodowe | Międzynarodowe | Międzynarodowe | Międzynarodowe | Międzynarodowe | Międzynarodowe | Międzynarodowe | Międzynarodowe | Międzynarodowe |
| ----------------------- | -------------- | -------------- | -------------- | -------------- | -------------- | -------------- | -------------- | -------------- | -------------- | -------------- | -------------- | -------------- | -------------- | -------------- | -------------- | -------------- | -------------- |
| Mistrzostwa świata      | 3              | 2              |                |                |                |                |                |                |                |                |                |                |                |                |                |                |                |
| Mistrzostwa Europy      | 5              | 1              |                |                |                |                |                |                |                |                |                |                |                |                |                |                |                |
| GP Finał Grand Prix     | 1              | 1              |                |                |                |                |                |                |                |                |                |                |                |                |                |                |                |
| GP Cup of China         |                | 2              |                |                |                |                |                |                |                |                |                |                |                |                |                |                |                |
| GP Grand Prix de France |                | 1              |                |                |                |                |                |                |                |                |                |                |                |                |                |                |                |
| GP Grand Prix Espoo     | 1              |                |                |                |                |                |                |                |                |                |                |                |                |                |                |                |                |
| GP NHK Trophy           | 1              |                |                |                |                |                |                |                |                |                |                |                |                |                |                |                |                |
| CS Lombardia Trophy     | 2              |                |                |                |                |                |                |                |                |                |                |                |                |                |                |                |                |
| CS Nebelhorn Trophy     | 1              | 1              |                |                |                |                |                |                |                |                |                |                |                |                |                |                |                |
| Budapest Trophy         | 1              |                |                |                |                |                |                |                |                |                |                |                |                |                |                |                |                |
| Trophée Métropole Nice  |                | 1              |                |                |                |                |                |                |                |                |                |                |                |                |                |                |                |
| Krajowe                 |                |                |                |                |                |                |                |                |                |                |                |                |                |                |                |                |                |
| Mistrzostwa Niemiec     | 1              | 1              |                |                |                |                |                |                |                |                |                |                |                |                |                |                |                |

#### Z Taisią Sobininą (Rosja)
| Mistrzostwa Rosji | 11 |

#### Z Aliną Ustimkiną (Rosja)
| Zawody                         | 16–17          | 17–18          |                |                |                |                |                |                |                |                |                |                |                |                |                |                |                |
| Międzynarodowe                 | Międzynarodowe | Międzynarodowe | Międzynarodowe | Międzynarodowe | Międzynarodowe | Międzynarodowe | Międzynarodowe | Międzynarodowe | Międzynarodowe | Międzynarodowe | Międzynarodowe | Międzynarodowe | Międzynarodowe | Międzynarodowe | Międzynarodowe | Międzynarodowe | Międzynarodowe |
| ------------------------------ | -------------- | -------------- | -------------- | -------------- | -------------- | -------------- | -------------- | -------------- | -------------- | -------------- | -------------- | -------------- | -------------- | -------------- | -------------- | -------------- | -------------- |
| Igrzyska olimpijskie młodzieży | 3              |                |                |                |                |                |                |                |                |                |                |                |                |                |                |                |                |
| CS Minsk-Arena Ice Star        |                | 5              |                |                |                |                |                |                |                |                |                |                |                |                |                |                |                |
| CS Tallinn Trophy              | 1              |                |                |                |                |                |                |                |                |                |                |                |                |                |                |                |                |
| Krajowe                        |                |                |                |                |                |                |                |                |                |                |                |                |                |                |                |                |                |
| Mistrzostwa Rosji              | WD             |                |                |                |                |                |                |                |                |                |                |                |                |                |                |                |                |